# Josephine
«Josephine» es el primer sencillo del séptimo álbum de estudio «Made in Chile», del cantante chileno DJ Méndez. El sencillo fue lanzado oficialmente en radios y descarga digital el 3 de octubre de 2010 en Chile.

## Información de la canción
La canción contiene los ritmos latinos combinados con un sonido electrónico totalmente diferente al último disco de Méndez, (Álbum del año 2010), aunque ha conservando el ritmo rap que ha identificado en los últimos años el estilo del DJ Méndez. El sencillo fue lanzado oficialmente el 3 de noviembre de 2010, promocionándolo en forma digital a través dela web, siendo creado oficialmente para la promoción del tema, pudiendo encontrarlo en la dirección de enlace; url=http://www.djmendez.com/promo.htm.Siendo (enlace roto disponible en Internet Archive; véase el historial, la primera versión y la última). el título nuevo Promocional "DJ Méndez 2011, Josephine".(editorial=DjMendez.com.
Dj Méndez expreso que el objetivo de esta canción es en el afán de lograr un nuevo éxito, lanzada en esta misma fecha durante el año 2009. Logrando ser el éxito del verano de 2010 logrando permanecer ocho semanas como tema número uno de la lista top 100 de Chile, convirtiéndose unas de las canciones chilenas más exitosas de su género. "Josephine" formará parte del séptimo álbum de estudio de Méndez que saldrá a la venta durante el mes de enero del 2011.
Méndez presentó en vivo al canción por primera vez en el programa "CALLE 7" EN LA TELEVISORA NACIONAL DE CHILE.

## Vídeo musical
El vídeo fue grabado durante el mes de diciembre de 2010 en Santiago y cuenta con la participación del presentador de televisión chileno Martín Cárcamo, «El vídeo será muy entretenido. Somos grandes amigos con Martín, nos conocemos hace algún tiempo y va hacer un agrado trabajar con él», cuenta Méndez. En el vídeo Cárcamo es el hombre de confianza de Méndez, quién se involucra con la mujer de Méndez y este lo amenaza de muerte.
El vídeo se estrenó el 16 de enero de 2011 a través de Youtube.

## Recepción
La canción logró obtener alta rotación radial tras su estreno en la radio 40 Principales el día 3 de noviembre de 2010 y su posterior divulgación en las demás estaciones. Gracias a la fuerte rotación radial el sencillo logra debutar en la posición número 48 de la lista Top 100 de Chile, convirtiéndose en el ingreso más alto de la semana, a la semana siguiente la canción sube hasta el puesto número 39.

### Listas
| Lista (2010)            | Posición máxima |
| ----------------------- | --------------- |
| Chile (Top 100 Singles) | 5               |